# 宫代鹑螺
宫代鹑螺（学名：Tonna fasciata），是异足目鹑螺科鹑螺属的一种。主要分布于台湾，常栖息在水深约30米的海底。